# Euryops pectinatus
La margarita amarilla  (Euryops pectinatus) (L.) Cass., es una especie de arbusto perteneciente a la familia de las asteráceas.

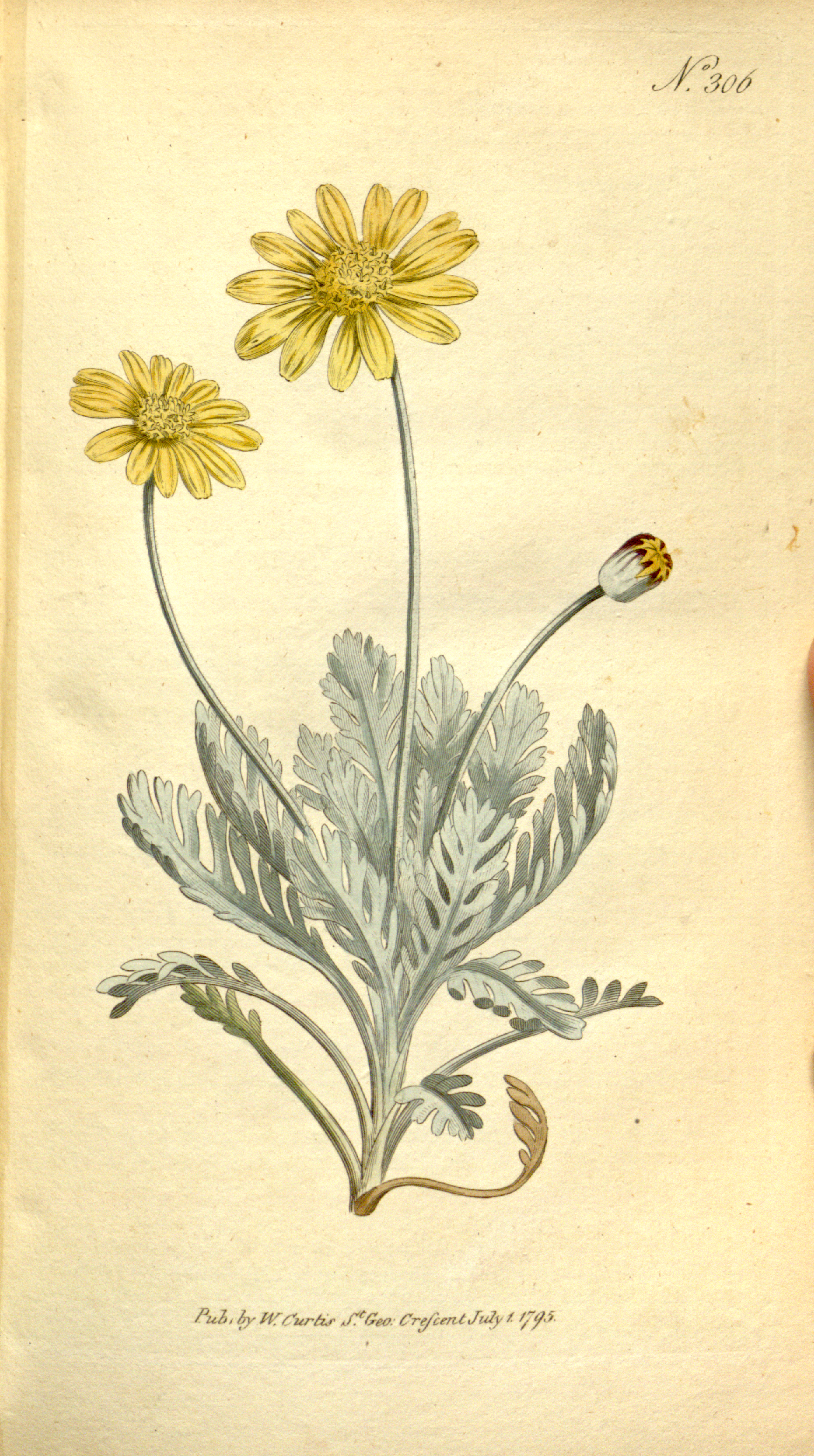
Ilustración

## Descripción
Euriops petinatus es un vigoroso arbusto de hoja perenne que crece hasta 1,5 m de altura. Su brote vertical está revestido con suave y peluda  hoja, de color verde grisáceo en espirales. Las hojas son de 40 a 100 mm de largo.
Las cabezas de las flores de color amarillo brillante (capítulillos) se producen casi todo el año, desde  primavera. Las cabezas de las flores nacen en racimos terminales sueltos o pueden ser solitarios, cada uno de ellos aparece en un pedúnculo de 7-10 cm de largo. Cada cabeza de la flor es de 5 cm de diámetro y consta de un anillo exterior de flores femeninas liguladas, con un círculo en disco de floretes hermafroditas  en el centro.
Los frutos son de una sola semilla, sin pelo o cubierto de pelos  y están rematadas por un vilano de color blanco o marrón caduco.

## Hábitat
Sudáfrica, donde se encuentra en el cabo suroeste de Gifberg a la península del sur. Tiene una distribución característica en el fynbos (matorral o vegetación brezales en las zonas costeras y montañosas, con lluvias invernales y un clima mediterráneo).
Como ocurre con otras especies mediterráneas surafricanas, puede llegar a convertirse en especie invasora en la península ibérica, al encontrar un clima similar.

## Distribución
Es un arbusto sensible a las heladas, ampliamente cultivado y procedente de la región del Cabo en el sudoeste de Sudáfrica, crece bien en la mayor parte de los entornos templados. Desde invierno hasta primavera da margaritas amarillo vivo de hasta 5 cm de diámetro, a las que sirven de atractivo contraste las hojas verde-grisáceas finamente recortadas. Se trata de un arbusto frondoso de tronco único que crece hasta 1,2 m, al que se puede podar ligeramente para mantener la forma redondeada. Necesita humedad constante durante el tiempo seco.

## Taxonomía
Euryops pectinatus fue descrita por (L.) Cass. y publicado en Dictionnaire des Sciences Naturelles [Second edition] 16: 51. 1820.
Etimología
Euryops: nombre genérico que proviene de las palabras griegas: eurys y eop = "cabezas" y "ojos", en referencia a las cabezas de las flores vistosas (capítulos), con los centros como ojos.
pectinatus: epíteto latino que significa "como un peine".